# Blanche Dillaye
Blanche Dillaye, née en 1851 à Syracuse et morte le 20 décembre 1931 à Philadelphie, est une artiste américaine.

## Biographie
Blanche Dillaye naît en 1851 à Syracuse. Elle est la fille de Charlotte B. Malcolm et de Stephen D. Dillaye.
Elle étudie de 1877 à 1882 à la Pennsylvania Academy of the Fine Arts auprès de Thomas Eakins, étudie la gravure auprès de Stephen Parrish à Philadelphie en 1883 puis, de 1885 à 1887, la peinture auprès d'Eduardo Leon Garrido à Paris.
Blanche Dillaye expose dans les Salons de Paris, dans les galeries britanniques et dans les principales expositions des États-Unis, et est représentée dans les collections d'art du Musée de Syracuse.
Elle travaille dans de nombreux domaines, en tant que peintre, illustratrice et graveuse de paysages, de marines et d'architecture ; orfèvre, bijoutière et créatrice d'affiches ; elle est également écrivaine et enseignante. 
Blanche Dillaye meurt le 20 décembre 1931 à Philadelphie.

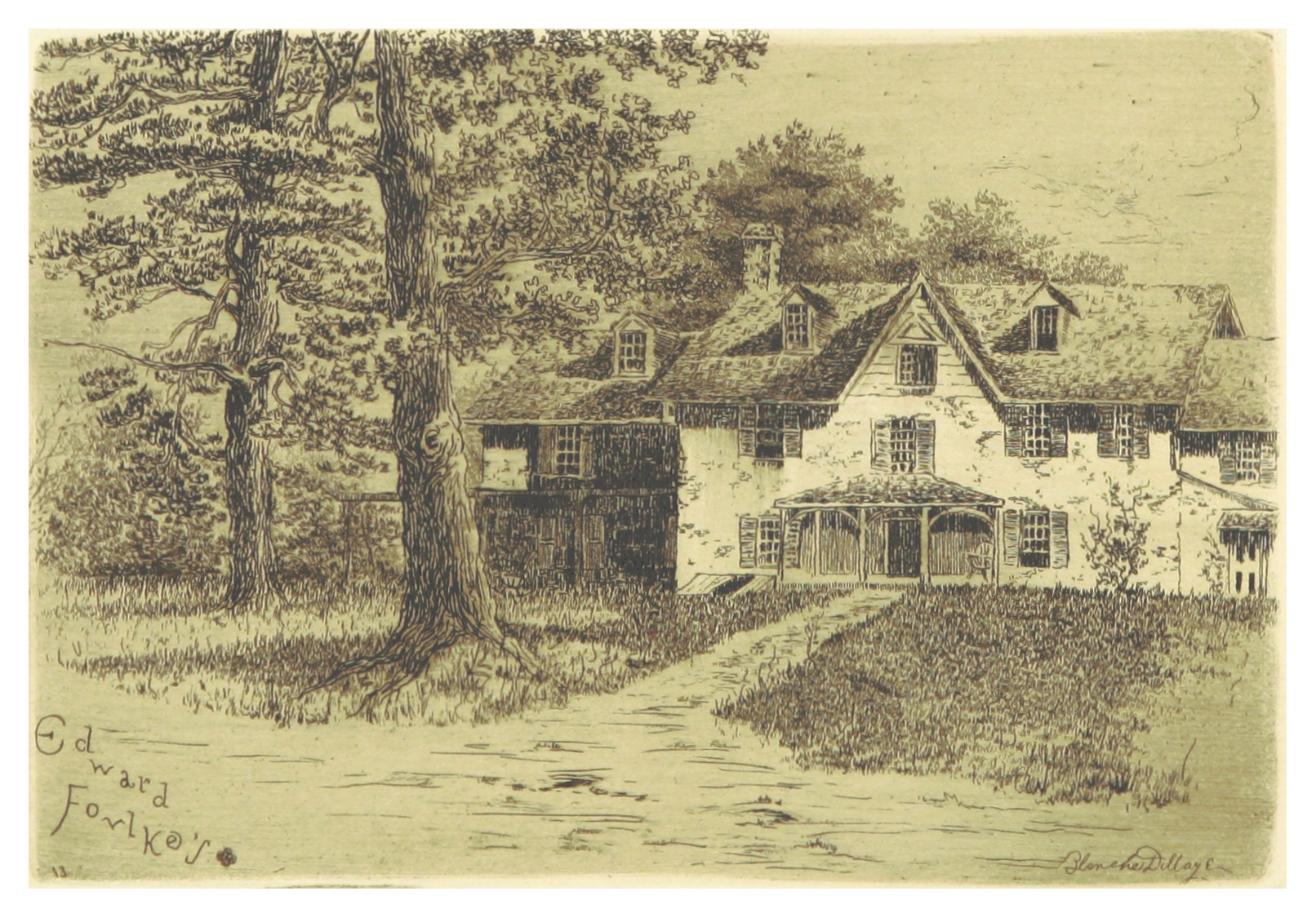
Present House on the site of Edward Foulke's original dwelling (1884, British Library).
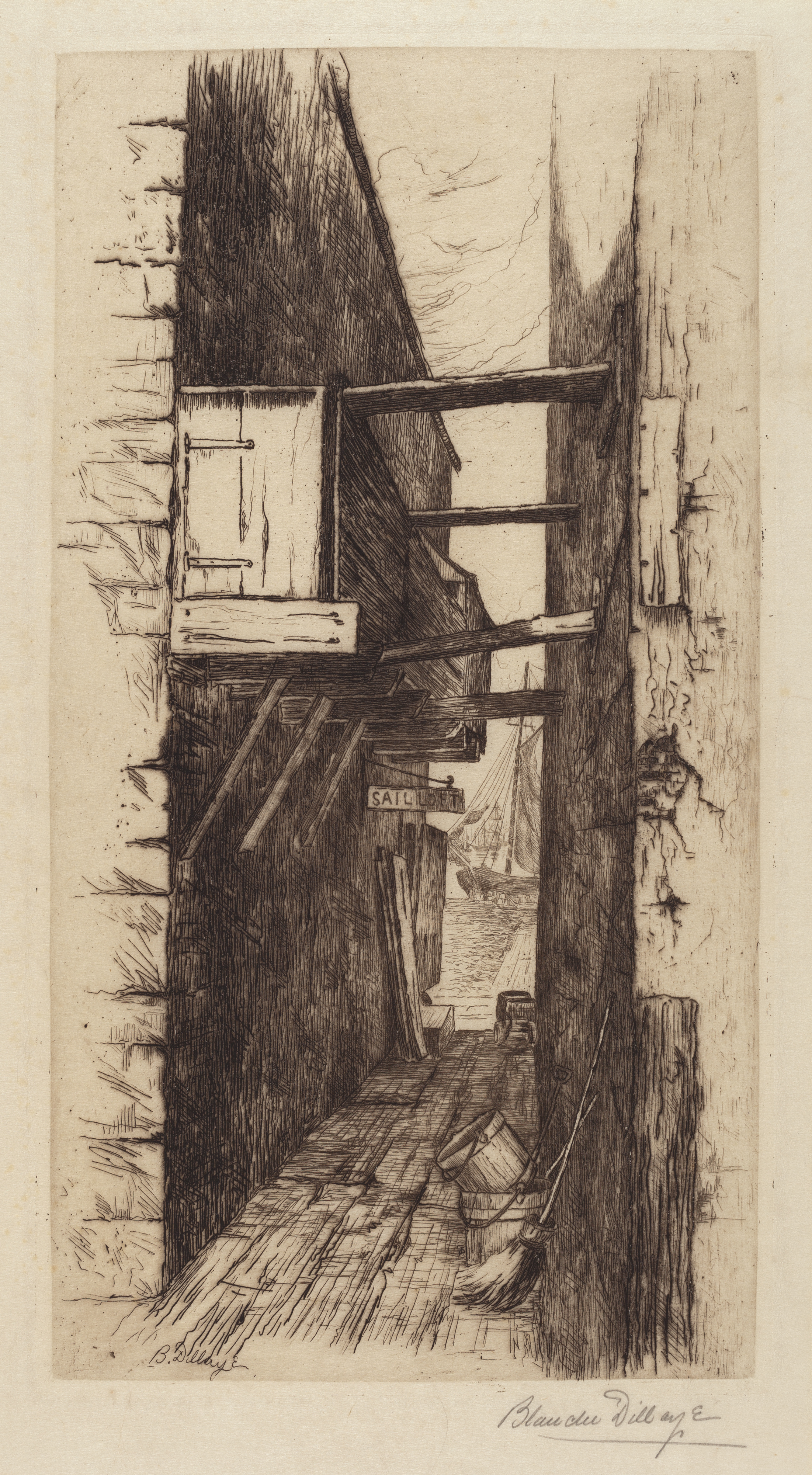
Sans titre, ruelle avec vue sur un port (c. 1885, National Gallery of Art).